# Curtara exactera
Curtara exactera är en insektsart som beskrevs av Delong 1980. Curtara exactera ingår i släktet Curtara och familjen dvärgstritar. Inga underarter finns listade i Catalogue of Life.